# Antonio Cristian Glauder García
Antonio Cristian Glauder García (Algeciras, 18 ottobre 1995) è un calciatore spagnolo, difensore del Johor Darul Ta'zim.

## Carriera
Ha giocato nella prima divisione croata e nella seconda divisione spagnola.

## Palmarès

### Club

#### Competizioni nazionali
- Segunda División B: 1

Fuenlabrada: 2018-2019